# Fatima Yusuf
Fatima Yusuf (* 2. Mai 1971 in Owo, Nigeria) ist eine ehemalige nigerianische Leichtathletin. Sie gewann 1996 olympisches Silber mit der 4-mal-400-Meter-Staffel.

## Karriere
Bei den Afrikameisterschaften 1989 gewann sie Silber im 400-Meter-Lauf und Gold mit der 4-mal-400-Meter-Staffel. Im Januar 1990 stellte sie im 400-Meter-Lauf mit 51,08 Sekunden ihren ersten Afrikarekord auf und gewann mit dieser Zeit das Finale bei den Commonwealth Games in Auckland. Mit der 4-mal-100-Meter-Staffel in der Besetzung Beatrice Utondu, Fatima Yusuf, Charity Opara und Chioma Ajunwa belegte sie in 44,67 Sekunden den dritten Platz hinter der australischen und der englischen Staffel. Bei den Juniorenweltmeisterschaften 1990 gewann sie den 400-Meter-Lauf. Bei den Afrikameisterschaften gelangen ihr dann gleich vier Erfolge, sie siegte über 200 Meter und über 400 Meter und mit beiden Staffeln. 1991 gewann sie bei den Afrikaspielen Gold über 400 Meter und mit der 4-mal-400-Meter-Staffel sowie Silber über 200 Meter. Bei den Weltmeisterschaften 1991 belegte sie mit der Staffel den fünften Platz.
Nach zwei schwächeren Jahren kehrte Fatima Yusuf 1994 zurück, sie gewann bei den Commonwealth Games in 50,53 Sekunden Silber hinter der Australierin Cathy Freeman und belegte auch beim Weltcup den zweiten Platz. 1995 gewann sie bei den Afrikaspielen sowohl über 400 Meter als auch mit der Staffel, bei den Weltmeisterschaften 1995 in Göteborg wurde sie in 50,70 Sekunden Fünfte. Am 15. September 1995 stellte sie in der Höhe von Harare mit 49,43 Sekunden ihre persönliche Bestzeit und ihren vierten Afrikarekord auf. 
Bei den Olympischen Spielen 1996 in Atlanta belegte sie über 400 Meter in 49,77 Sekunden den sechsten Platz. Mit der Staffel in der Besetzung Olabisi Afolabi, Fatima Yusuf, Charity Opara und Falilat Ogunkoya lief sie in 3:21,04 Minuten zur Silbermedaille hinter den US-Amerikanerinnen, die Zeit ist bestehender Afrikarekord (Stand 23. Dezember 2008). 1987 belegte Fatima Yusuf mit der nigerianischen Staffel den siebten Platz bei den Weltmeisterschaften. Sechste wurde sie in 22,42 Sekunden über 200 Meter bei den Weltmeisterschaften 1999, nachdem sie im Viertelfinale ihre Bestzeit auf 22,28 Sekunden verbessert hatte. Drei Wochen nach den Weltmeisterschaften gewann sie in 22,45 Sekunden den 200-Meter-Lauf bei den Afrikaspielen. 
Bei einer Körpergröße von 1,80 m hatte sie ein Wettkampfgewicht von 64 kg. Sie studierte an der Azusa Pacific University.

## Bestzeiten
- 100 Meter: 11,69 Sekunden (1994 in Azusa)
- 200 Meter: 22,28 Sekunden (1999 in Sevilla)
- 400 Meter: 49,43 Sekunden (1995 in Harare)